# Nurachi
Nurachi är en ort och kommun i provinsen Oristano i regionen Sardinien i Italien. Kommunen hade 1 766 invånare (2017).